# 기가비트 인터페이스 컨버터

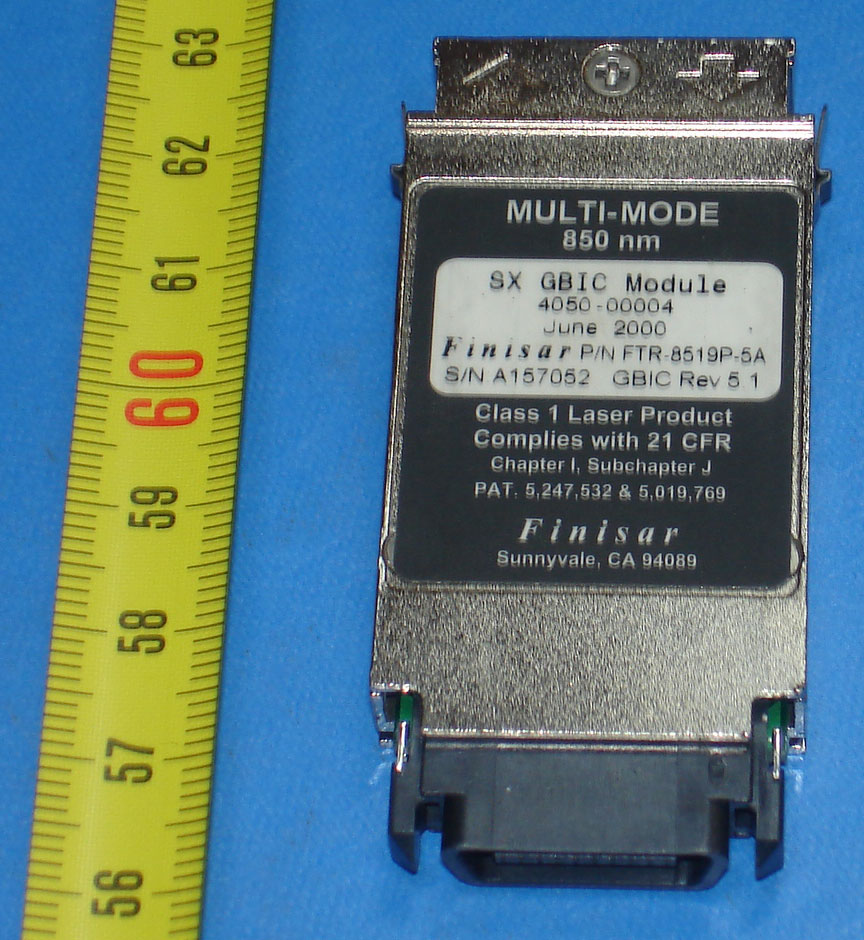
1000BASE-SX GBIC

기가비트 인터페이스 컨버터(GBIC)는 2000년대에 기가비트 이더넷과 파이버 채널과 함께 널리 사용되는 트랜시버 표준이다. 핫 스와핑이 지원되는 표준 전기 인터페이스를 제공함으로써, 기가비트 포트 하나로 수백 킬로미터의 구리부터 장파 단일모드 광섬유에 이르는 다양한 매체를 지원할 수 있게 되었다.
GBIC의 변형으로써 미니-GBIC로 알려진 소형 폼-팩터 플러그 트랜시버(SFP)는 동일한 기능을 갖고 있지만, 보다 작은 크기이다. 2001년 SFP가 발표됨에 따라 GBIC는 거의 쓰이지 않게 되었다.

## 장점
네트워킹 장비에서 GBIC 표준(보다 일반화한다면 핫 스왑 기능이 있는 트랜시버)은 바꿀 수 없는 물리적 인터페이스 외형에도 불구하고 유연하다는 장점이 있다. 여러 광학 기술이 적용되는 상황이라도, 관리자는 사전에 별도 준비할 필요 없이 각각의 링크에 적합한 타입을 구매하여 사용할 수 있다. 따라서 기본 시스템의 비용을 절감하고 관리자는 보다 융통성있게 대처할 수 있다.  다만, 하나의 포트 유형만 사용하는 스위치를 구성할 가능성이 높다면 (특히 그 유형이 구리인 경우), 해당 포트 타입을 내장한 스위치가 보다 저렴하고 포트 당 공간도 적게 필요할 수 있다.

## 표준
GBIC 표준은 비전매특허로, 소형 폼 팩터 위원회의 문서 8053i에 의해 정의되어 있다. 제안서는 1995년 11월에 첫 출간되었고, 2000년 9월까지 몇 가지 수정 및 추가사항이 반영되었다. 브로케이드 커뮤니케이션의 로버트 스니블리(Robert Snively)가 기술 편집장이었다. 표준 제정의 초기 참여주체는 AMP, 컴팩 컴퓨터(Compaq Computers), 썬마이크로시스템즈(Sun Microsystems) 그리고 빅셀(Vixel)이었다.

## 참조
1. ↑  “INF-8074i Specification for SFP (Small Formfactor Pluggable Transceiver) revision 1.0” (PDF). Small Form Factor Committee. 2001년 5월 12일. 2011년 6월 21일에 확인함.[깨진 링크(과거 내용 찾기)]
2. 1 2  “SFF-8053 Specification for GBIC (Gigabit Interface Converter) revision 5.5” (PDF). Small Form Factor committee. 2000년 9월 27일. 2011년 6월 21일에 확인함.[깨진 링크(과거 내용 찾기)]